# Epipleoneura janirae
Epipleoneura janirae là loài chuồn chuồn trong họ Protoneuridae. Loài này được Machado mô tả khoa học đầu tiên năm 2005.